# Státní energetická inspekce
Státní energetická inspekce (zkratka SEI) je správní úřad České republiky podřízený Ministerstvu průmyslu a obchodu. Inspekce je pověřená výkonem státní správy a kontroluje dodržování energetického zákona (zákon č. 458/2000 Sb.) a zákona o hospodaření energií (zákon č. 406/2000 Sb.). V případě nedodržování předpisů zákona uděluje pokuty. Je rozdělena na ústřední a územní inspektoráty. Ústřední inspektorát je v Praze 2 v Gorazdově 24, územní inspektoráty pak sídlí v krajských městech a je jich deset. Na inspekci se může obrátit běžný občan.

## Historie
Státní energetická inspekce vznikla v roce 1952 na základě nařízení vlády č. 47/1952 Sbírky. Jejím cílem byla kontrola hospodárného využívání elektřiny v podnicích. Byla podřízena Ministerstvu paliv a energetiky a v jejím čele stál inspektor.

### 1952–1962
Vládním nařízením č. 47 ze dne 16. září 1952 o státní energetické inspekci byla vládou republiky Československé zřízena Státní energetická inspekce (SEI). Účelem nařízení bylo účinněji zajišťovat hospodárné používání elektřiny a prohloubit kontrolu hospodaření elektřinou. Státní energetická inspekce byla zřízena při ministerstvu paliv a energetiky. V čele stál hlavní inspektor, jehož jmenoval i odvolával ministr paliv a energetiky. Hlavnímu inspektorovi byli podřízeni krajští inspektoři, kteří byli jmenováni i odvoláváni ministrem paliv a energetiky. Pro výkon své činnosti měli hlavní inspektor a krajští inspektoři potřebný počet inspektorů, které jmenoval i odvolával hlavní inspektor.
Za porušení předpisů a opatření k hospodárnému užívání elektřiny ukládaly orgány státní energetické inspekce pokuty závodům, ústavům, úřadům, organizacím a též ředitelům či hlavním energetikům do výše stanovené právním předpisem. Pokutu nebylo možno uložit po uplynutí čtyř měsíců od provedení kontroly. Na základě pravomocného rozhodnutí o uložení pokuty byla pokuta inkasována přímo z účtu závodu na zvláštní účet ministerstva paliv a energetiky.
Podrobnější prováděcí pokyny byly stanoveny vyhláškou č. 330/1952 ministerstva paliv a energetiky o provádění kontrol Státní energetickou inspekcí a o řízení ve věcech pokut. V této vyhlášce se hovoří i o tom, že oprávnění SEI ke kontrolní činnosti lze využít i při kontrole plynu. Pracovníci SEI dostali oprávnění ke vstupu do průmyslových závodů všech odvětví a možnost kontroly měřících zařízení, údajů a výkazů. První sídlo ústředí SEI bylo v Lazarské ulici v Praze. V jednotlivých krajích byly zřízeny krajské pobočky vedené krajskými inspektory, kteří měli k dispozici určitý počet výkonných inspektorů rozdělených do skupin velkoodběru a maloodběru. Přibližně od roku 1953 začala SEI působit i na poli hospodárného využívání elektřiny. V témže roce byla činnost SEI rozšířena i na oblast plynu a hospodaření s palivy. SEI se začala zaměřovat v tzv. pásmových prověrkách na energeticky náročné technologie, jako byly pece, kompresory, čerpadla apod.

### 1962–1988
O deset let později činnost a metody práce SEI přesáhly rámec vládního nařízení z roku 1952, a proto byla zákonem č. 64/1962 Sb. rozšířena působnost Státní energetické inspekce. V zájmu účinnějšího využívání prvotních zdrojů energie a soustavného zvyšování úrovně hospodaření všemi druhy paliv a energie byla rozšířena kontrolní činnost na kontrolu hospodárného využívání všech druhů paliv a energie a poskytování odborných rad. Dosavadní organizační systém Státní energetická inspekce byl zákonem č. 64/1962 Sb. zachován (zřizovatel, jmenování hlavního inspektora a následně jmenování krajských inspektorů a inspektorů na krajských pracovištích).
Orgány Státní energetické inspekce prověřovaly hospodárné využívání všech druhů paliv a energie u spotřebitelů tuhých a tekutých paliv, tepla, plynu a elektřiny. Za plýtvání palivy nebo energií, nedodržování vyhlášených regulačních opatření, za neodůvodněné nesplnění operativních příkazů vydaných orgány elektrárenského nebo plynárenského dispečinku a za znehodnocení paliva vadným nebo neodborným uskladněním byly ukládány pokuty organizacím a odpovědným pracovníkům těchto organizací. Pokuty byly vybírány stejným systémem jako v roce 1952, tj. prostřednictvím Státní energetické inspekce se odváděly do státního rozpočtu. Inspekce se stala příspěvkovou organizací. V té době, cca od roku 1967 se zahájila poradenská činnost, tzv. technická pomoc, která byla poskytována závodům a organizacím. Technická pomoc byla zaměřena hlavně na měření účinnosti energetických zařízení a vypracování návrhů na zvýšení hospodárnosti využití paliv a energie. V téže době se ukázalo, že závažné nedostatky v energetickém hospodářství vyplývají již z nedostatků v projekční činnosti. Proto byla SEI pověřena předcházet těmto nedostatkům již v projektové fázi prováděním expertiz projektové dokumentace. Od roku 1966 byla činnost SEI rozšířena o výchovnou a vzdělávací funkci. Do SEI byl začleněn Energetický institut, jehož hlavní náplní bylo zvyšovat kvalifikaci pracovníků v průmyslové energetice. V té době se SEI též profilovala jako ekonomicko-energetický poradce vydáváním různých odborných publikací.

### 1988–1989
V roce 1987 byl vydán zákon č. 88/1987 Sb. o státní energetické inspekci, který určil státní energetickou inspekci jakožto specializovanou kontrolu hospodaření palivy a energií v energetickém hospodářství. Důraz byl kladen na snižování energetické náročnosti a racionalizaci energetického hospodářství, kterým se rozumělo získávání, zušlechťování, úprava, přeměna, přeprava, skladování a spotřeba všech druhů paliv a energie. Orgány státní energetické inspekce byly Státní energetická inspekce pro Českou socialistickou republiku a Státní energetická inspekce pro Slovenskou socialistickou republiku jakožto orgány státní správy podřízené ministru paliv a energetiky. Tímto zákonem byl kodifikován stav republikového rozdělení organizací, který trval vlastně již od roku 1968. V čele byli hlavní inspektoři, které jmenoval a odvolával ministr paliv a energetiky. V jednotlivých krajích měly obě inspekce své pobočky, jejichž sídla stanovili hlavní inspektoři, a v jejichž čele byli krajští inspektoři jmenovaní a odvolávaní hlavními inspektory. Kromě kontrolní činnosti se orgány Státní energetické inspekce vyjadřovaly k hospodárnému využití paliv a energie vybraných staveb a územně plánovací dokumentaci, spolupracovaly na tvorbě technických norem, posuzovaly vývoj, výrobu a dovoz energeticky náročných výrobků a spotřebičů, a v neposlední řadě s cílem předcházet nedostatkům orgány státní energetické inspekce poskytovaly odbornou pomoc a konzultace, rozšiřovaly vědeckotechnické a ekonomické informace a zajišťovaly odborné specializované mimoškolní vzdělávání pracovníků. Odborná pomoc orgánům, organizacím a občanům se poskytovala za úplatu, konzultace bezplatně. Hlavní inspektor a krajští inspektoři mohli uložit kontrolovaným organizacím pokuty do výše stanovené právním předpisem. Pokuty bylo možno uložit i odpovědným pracovníkům orgánů a organizací včetně pořádkové pokuty. Ty byly příjmem státního rozpočtu federace a jejich správu vykonávala republiková Státní energetická inspekce. Inspekce byla příspěvkovou organizací a byla financována zejména z vlastních příjmů za technickou pomoc a školící a vzdělávací činnost a z menší části z příspěvku státu.

### 1989–2001
S přechodem české ekonomiky na tržní podmínky od roku 1989 se změnilo zaměření energetické inspekce. Ta se stále víc zaměřovala na kontrolu účelnosti státem vynakládaných dotací do oblasti energetického hospodářství a na ochranu spotřebitelů před monopolním postavením výrobců energetických zařízení a spotřebičů a také výrobců a dodavatelů všech druhů energií. Reakcí na nové potřeby ekonomiky byl i nový zákon č. 222/1994 Sb., o podmínkách podnikání a výkonu státní správy v energetických odvětvích a o Státní energetické inspekci, která se tímto zákonem stala rozpočtovou organizací s platností od 1. ledna 1995. SEI byla nadále správcem pokut, ale již nemohla inkasovat pokuty přímo z účtu kontrolovaných subjektů. Pokuty odpovědným pracovníkům byly zrušeny. Postupně byla ukončena činnost Energetického institutu a technická pomoc a celá činnost se soustředila na kontroly, zda držitelé autorizací dodržují ustanovení zákona a předpisů jej provádějících, zda odběratelé dodržují povinnosti uložené zákonem, zda ostatní fyzické a právnické osoby dodržují zákazy a omezení v ochranných a bezpečnostních pásmech podle zákona. Nadále inspekce poskytovala bezúplatně odbornou pomoc a konzultace v rozsahu své působnosti. Kontrolovaným osobám mohla inspekce uložit pokutu do výše stanovené tímto zákonem s tím, že maximální výše pokuty pro právnické a fyzické osoby podnikající podle tohoto zákona byla mnohonásobně vyšší než maximum pokuty pro nepodnikající fyzické osoby. V čele organizace stál ústřední ředitel a v jednotlivých krajích ředitelé územních inspektorátů.

### 2001–2011
Zákonem č. 458/2000 Sb., o podmínkách podnikání a o výkonu státní správy v energetických odvětvích a o změně některých zákonů (energetický zákon), byly od 1. ledna 2001 zásadně změněny podmínky podnikání a výkonu státní správy v energetice. Státní energetická inspekce se stala správním úřadem podřízeným Ministerstvu průmyslu a obchodu s členěním na ústřední inspektorát a územní inspektoráty. Sídla a územní působnost územních inspektorátů stanovil ústřední ředitel Státní energetické inspekce. V čele ústředního inspektorátu byl ústřední ředitel, kterého jmenoval a odvolávál ministr průmyslu a obchodu. V čele územního inspektorátu byl ředitel, kterého jmenoval, řídil a odvolával ústřední ředitel. Státní energetická inspekce byla organizační složkou státu se sídlem v Praze. Novelou energetického zákona č. 670/2004 Sb. došlo ke změně sídla územních inspektorátů a jejich územní působnosti. Byla dána sídlem krajských úřadů a územním obvodem kraje a Magistrátu hlavního města Prahy.
SEI kontrolovala dodržování energetického zákona, zákona č. 406/2000Sb., o hospodaření energií a zákona 526/1990 Sb., o cenách v rozsahu zákona 265/1991 Sb., o působnosti orgánů ČR v oblasti cen. Zákonem č. 670/2004 Sb. se působnost SEI dále rozšířila na kontrolu dodržování zákona č. 180/2005 Sb., o podpoře výroby elektřiny z obnovitelných zdrojů energie a o změně některých zákonů. Kontroly byly zahajovány na návrh Ministerstva průmyslu a obchodu, Energetického regulačního úřadu, či na základě vlastního zjištění. Při kontrole bylo postupováno dle zákona č. 552/1991 Sb., o státní kontrole a zákona č. 71/1967 Sb., o správním řízení (správní řád) od roku 2006 pak podle zákona č. 500/2004 Sb., správní řád a zákona č. 337/1992 Sb., o správě daní a poplatků později podle Daňového řádu.

### Po roce 2011
Novelou energetického zákona v roce 2011 přešla řada kompetencí v oblasti kontrolní činnosti na Energetický regulační úřad, a tím byla nově podle ustanovení § 93 odst. 1, stanovena působnost SEI, která kontroluje dodržování těchto zákonů:
- zákona č. 406/2000 Sb., o hospodaření energií,
- zákona č. 180/2005 Sb., o podpoře výroby elektřiny z obnovitelných zdrojů,
- zákona č. 526/1990 Sb., o cenách.

Státní energetická inspekce je organizační složkou státu, je podřízena ministerstvu a člení se na ústřední inspektorát a územní inspektoráty. Územní inspektoráty jsou vnitřními organizačními jednotkami Státní energetické inspekce. Sídla územních inspektorátů stanoví ústřední ředitel.
Od 1. ledna 2013 se kompetence a kontrolní činnost Státní energetické inspekce změnily na základě nového zákona č. 165/2012 Sb., o podporovaných zdrojích energie a o změně některých zákonů a na základě schválené novely zákona č. 406/2000 Sb., která  implementuje příslušné směrnice EÚ. S ohledem na zvyšované požadavky EÚ na užití a účinnost užití energií musí inspekce věnovat rozšířenou pozornost i této oblasti. Novelou zákona č. 406/2000 Sb. se upravují a rozšiřují její kontrolní činnosti a oprávnění v oblasti kontroly otopných soustav, klimatizačních systémů, splnění požadavků na užití energie ve výrobcích, při využívání budov, energetické náročnosti budov, energetických auditů a energetických posudků.
Státní energetická inspekce je od 1. ledna 2013 v nové pozici z hlediska platnosti nového zákona č. 165/2012 Sb., kterým se změnily původní podmínky pro podporu elektřiny z obnovitelných zdrojů původně stanovené zákonem č. 180/2005 Sb. Dále se do zákona č. 165/2012 Sb. převedla ze zákona č. 458/2000 Sb. podpora elektřiny z druhotných zdrojů a z vysokoúčinné kombinované výroby elektřiny a tepla. Nově se také zavedla podpora tepla z obnovitelných zdrojů. Dle oprávnění § 48 jí dané zákonem č. 165/2012 Sb. vykonává kontroly v tomto segmentu energetiky.
Inspekce například prováděla kontrolu fotovoltaických zdrojů (v roce 2013 například uložila na pokutách 10, 5 milionu korun).
Přehled ústředních ředitelů (hlavních inspektorů):
Josef Bouša 1952–1963
Josef Pokorný 1963–1970
Ing. Jiří Pošta 1970–1976
Ing. Jaroslav Holubec 1976–1985
Ing. Josef Klepáč 1985–1990
Ing. Miloš Štěp 1990–2002
Ing. František Plecháč 2002–2008
Ing. Petr Holoubek 2008–2010
Ing. Pavel Maďar 2010–2011
Ing. Petr Holoubek 2011–2014
Ing. Pavel Gebauer 2014 – současnost

## Seznam územních inspektorátů
- Územní inspektorát pro hlavní město Prahu a Středočeský kraj se sídlem v Gorazdova 24, Praha 2[7]
- Územní inspektorát pro Jihočeský kraj a Kraj Vysočina se sídlem Lipenská 17, České Budějovice[8]
- Územní inspektorát pro Jihomoravský a Zlínský kraj se sídlem Kotlářská 53, Brno[9]
- Územní inspektorát pro Královéhradecký a Pardubický kraj se sídlem Ulrichovo náměstí 4, Hradec Králové
- Územní inspektorát pro Liberecký a Ústecký kraj se sídlem nám. Dr. E. Beneše 26, Liberec[10]
- Územní inspektorát pro Moravskoslezský a Olomoucký kraj se sídlem Provozní 1, Ostrava
- Územní inspektorát pro Moravskoslezský a Olomoucký kraj – detašované pracoviště Olomouc se sídlem tř. Míru 99[11]
- Územní inspektorát pro Plzeňský a Karlovarský kraj se sídlem Rejskova 3, Plzeň
- Územní inspektorát pro Liberecký a Ústecký kraj – detašované pracoviště Ústí nad Labem se sídlem Winstona Churchilla 2[12]
- Územní inspektorát pro Jihomoravský a Zlínský kraj – detašované pracoviště Zlín se sídlem tř. Tomáše Bati 853[13]